# Nathanaël Rochat
Pour les articles homonymes, voir Rochat.
Nathanaël Rochat, né le 25 août 1973 au Sentier (originaire de L'Abbaye et Le Lieu), est un humoriste suisse du canton de Vaud.

## Biographie
Nathanaël Rochat naît le 25 août 1973 au Sentier, à la Vallée de Joux. Il est originaire de L'Abbaye et du Lieu (ou du Chenit). Son père est contremaître et sa famille proche de l'Église évangélique,. Il a un frère et une sœur.
Il grandit aux Bioux et suit une scolarité qui le mène jusqu'au gymnase. Après un échec à l'École normale, il fait un apprentissage d'employé de commerce à Lausanne et obtient un CFC en 1996,.
Il fait ses premiers pas dans le domaine de l'humour et de la scène en prononçant un sketch sur la mollesse en 2002, dans le Caveau de l'Hôtel de ville de Lausanne. À partir de 2005, il vit deux années en Angleterre, à Bristol, avec la mère de ses enfants. Il y fait de petits boulots et découvre le stand-up. C'est sa participation à l'émission satirique La Soupe à partir de 2008 (ou 2007) qui le fait connaître du grand public. Il participe également régulièrement à l'émission radio dominicale Les beaux parleurs sur La Première,,.
Il est père de deux enfants et séparé de leur mère, d'origine anglaise.

## Spectacles
- 2018 : Live Unplugged[4]
- 2022 : Y'a moyen[4]

## Distinctions
- 2014 : Prix du meilleur jeune humoriste romand au Festival Morges-sous-rire[2]
- 2019 : Prix de l'humour de la Société suisse des auteurs[6]